# Södermalm
Södermalm (souvent abrégé en Söder signifiant « Sud ») est une île et un quartier de Stockholm en Suède.
L'île est reliée à ses environs par de nombreux ponts.

## Description
Le quartier Södermalm forme la partie sud du centre-ville.
Administrativement, il fait partie du district de Södermalm. Elle est reliée à ses environs par de nombreux ponts.
Södermalm a une superficie est de 5,71 km2. 
Longtemps considéré par les Stockholmois comme le quartier pauvre de la ville, sa cote s'est vue grimper ces cinquante dernières années, de sorte qu'il en vient à toiser Stureplan comme quartier le plus branché de la ville.

## Géographie
Södermalm borde Slussen au nord et Skanstull au sud. 
À l'est et à l'ouest, la zone est bordée par le côté est du canal de Danvik et Bergsund à Reimersholme. 
La frontière de la commune de Nacka ne s'étend pas au milieu du Danvikskanalen depuis le pont Danviksbron au nord, car la jetée de la rive orientale du canal à côté de l'hôpital Danvik fait partie de Södermalm. 
Sjökvarnsbacken appartenait également à Södermalm jusqu'en 1994, date à laquelle elle a fusionné avec la commune de Nacka.
Le quartier est relativement vallonné. 
Sur la rive nord de Riddarfjärden et du Saltsjön, les falaises s'élèvent entre 25 et 35 mètres d'altitude.
L'eau de la rive est également profonde, de 12 à 18 mètres à Riddarfjärden et de 21 à 32 mètres à Saltsjön. Au-dessus de la jetée sud de Riddarfjärden, à 53 mètres d'altitude, se trouve le point culminant de Södermalm, le Skinnarviksberget. 
Au nord-est de Södermalm, Katarinaberget s'élève à une hauteur de 46 mètres et à l'extrémité est se trouve Fåfänga à une hauteur de 40 mètres. 
La partie centrale et sud de Södermalm est située à environ 15 à 25 mètres d'altitude, à l'exception d'Åsöberget (37 mètres) et de Vita Bergen (46 mètres).

## Galerie

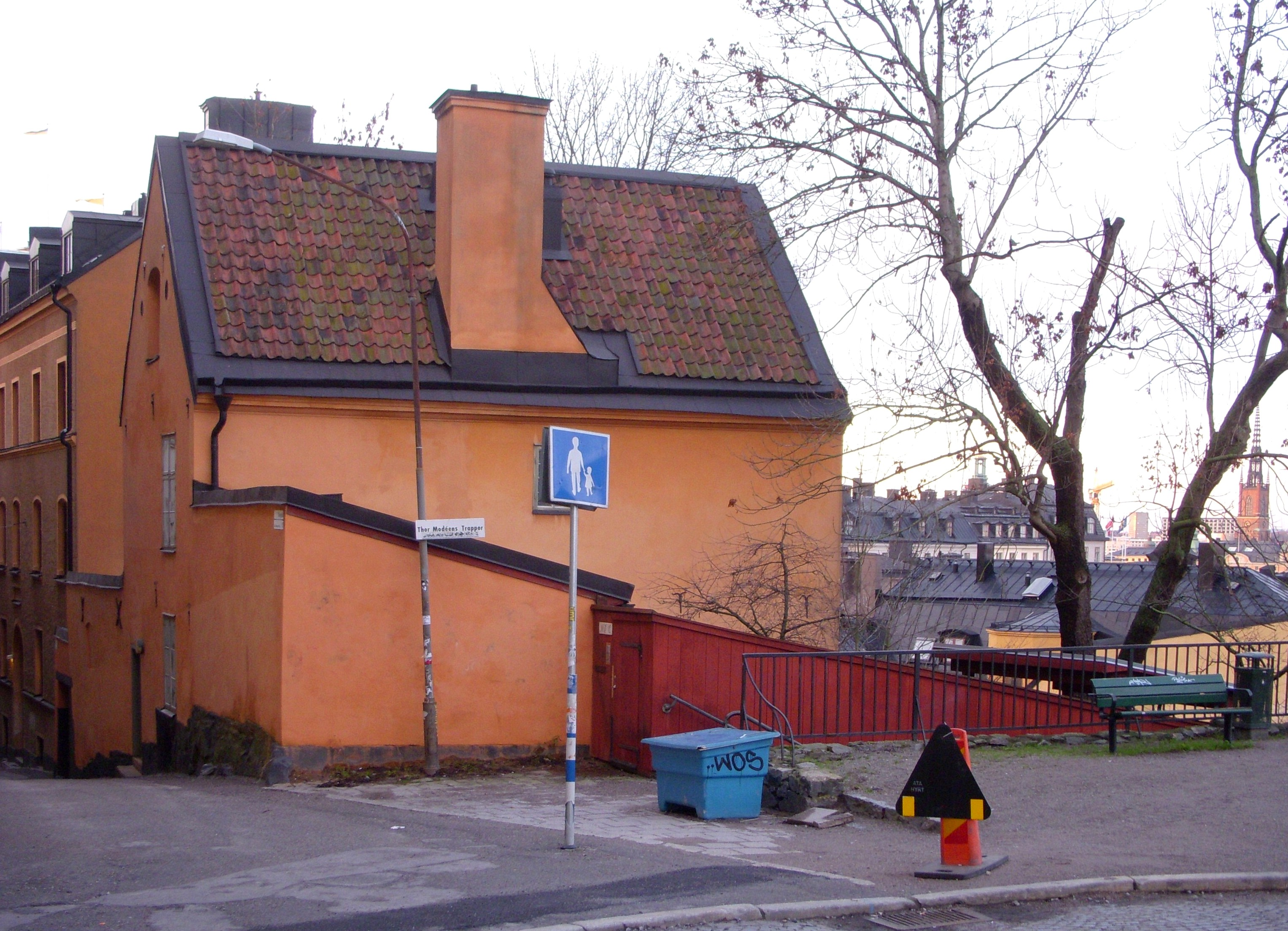
Klevgränd.
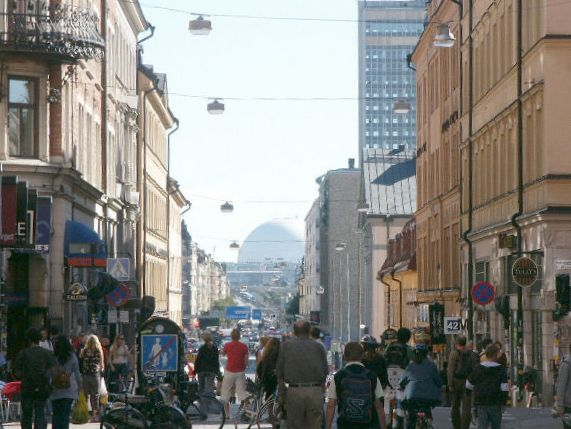
Götgatan.
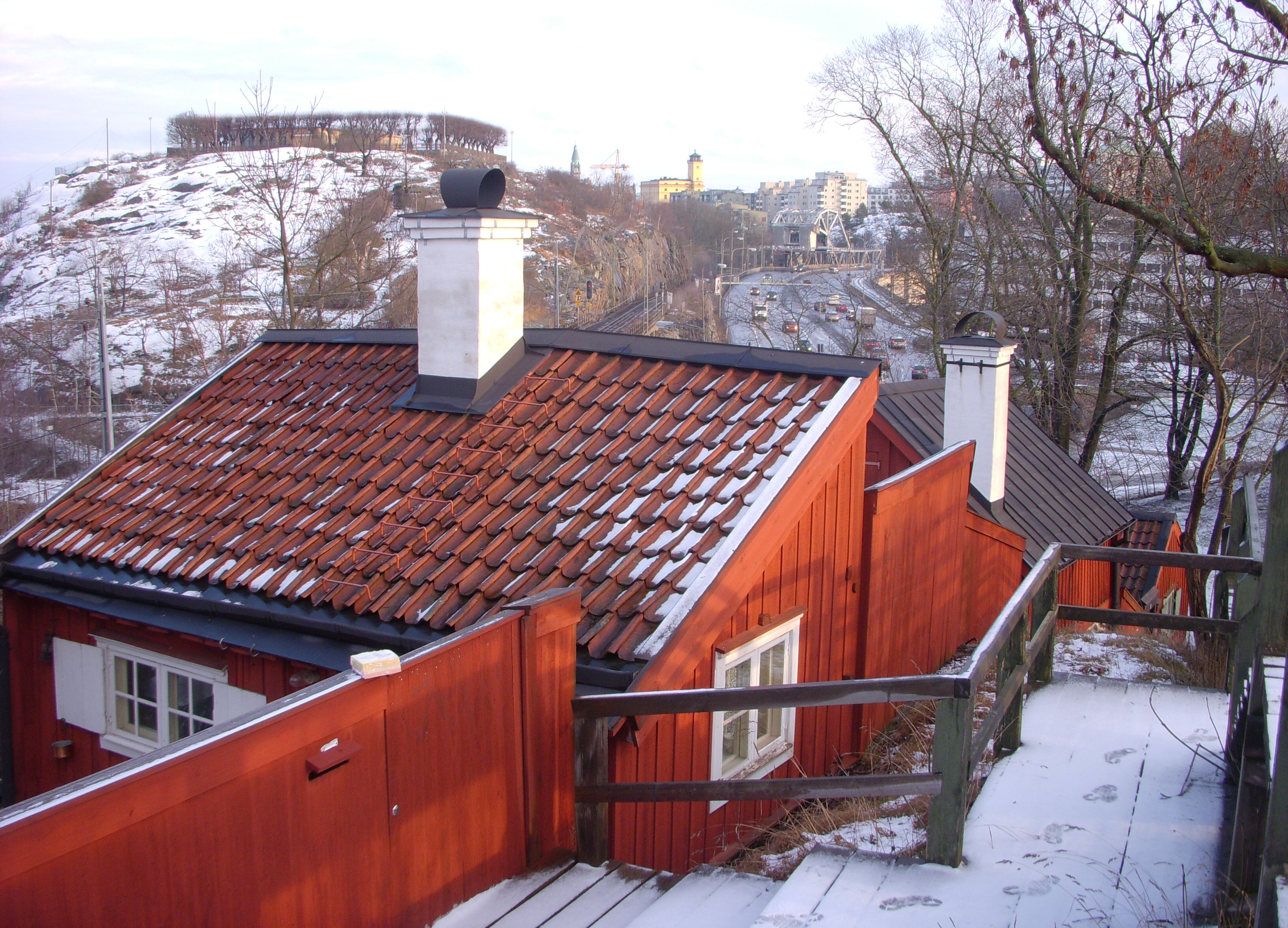
Fåfängan et Kvastmakartrappan.
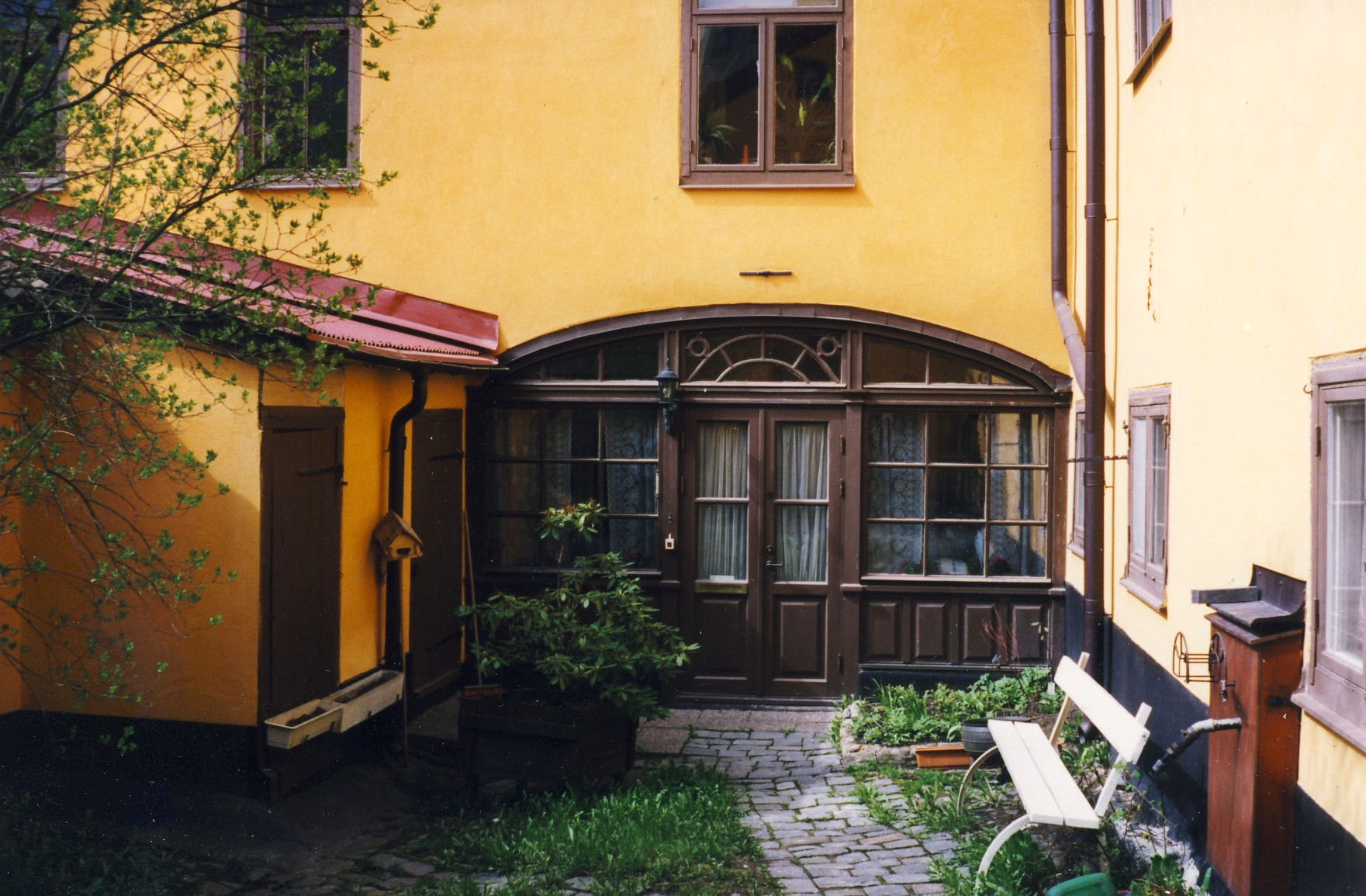
Svartensgatan.

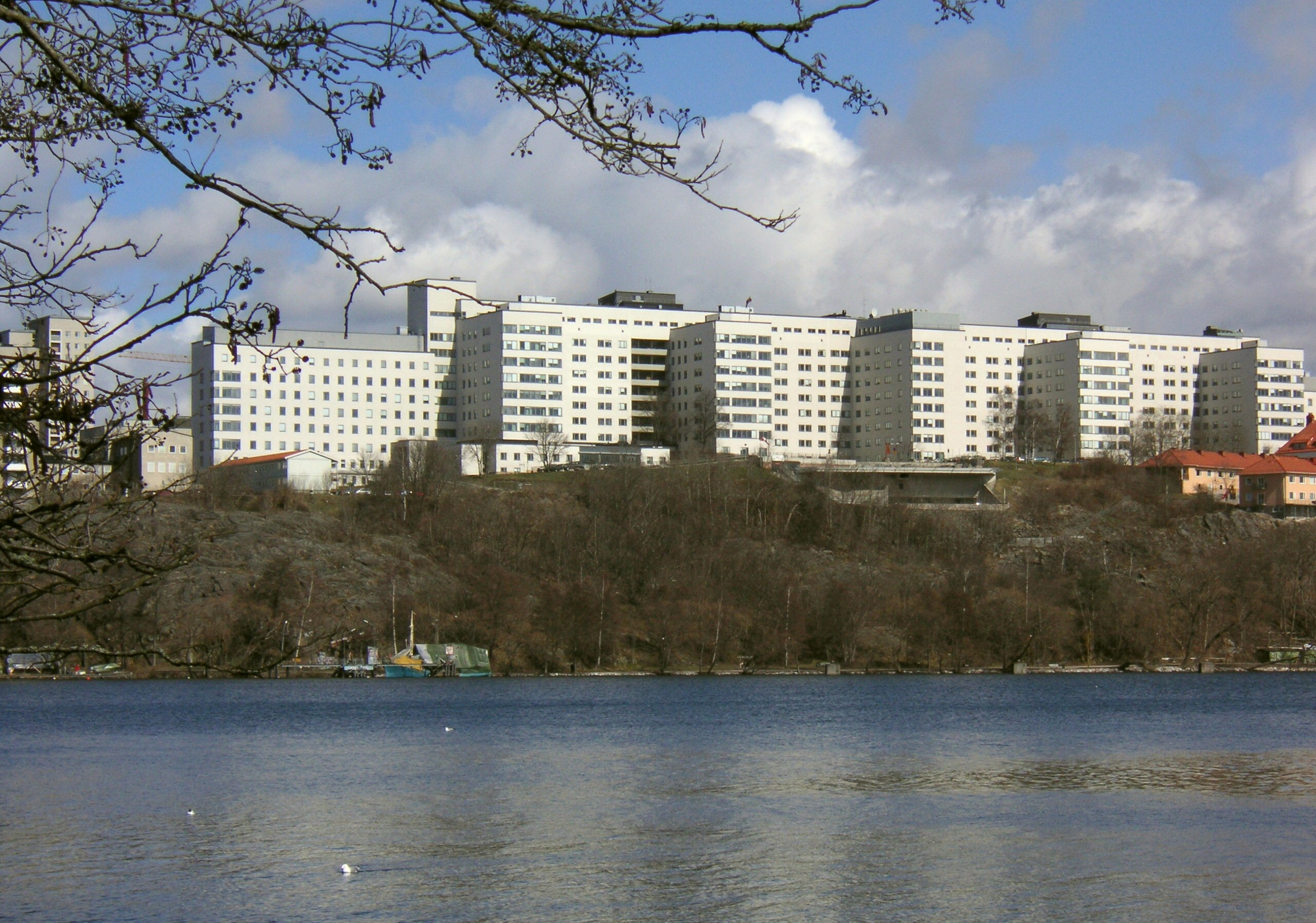
Södersjukhuset.
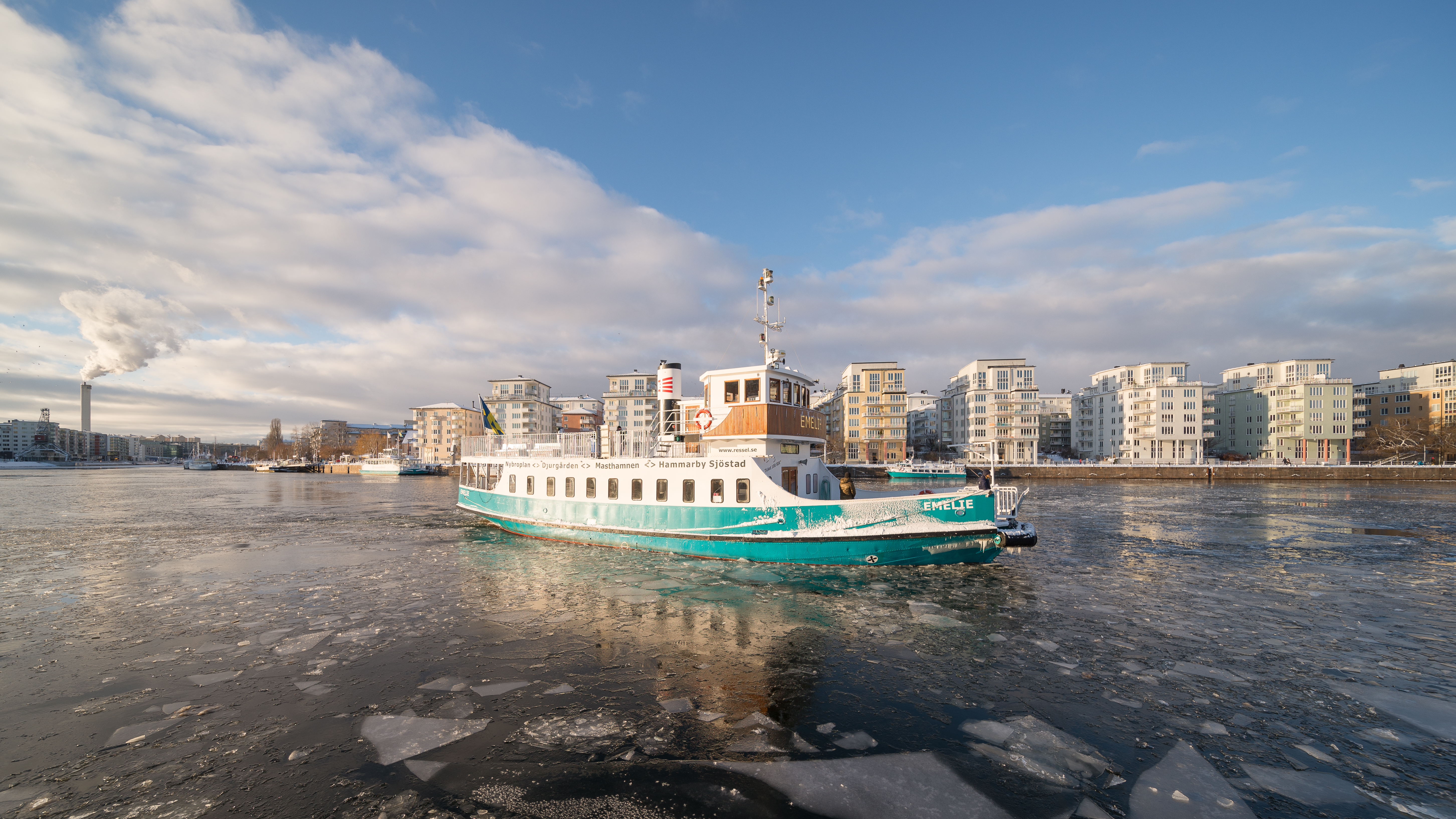
Hammarby sjöstad.
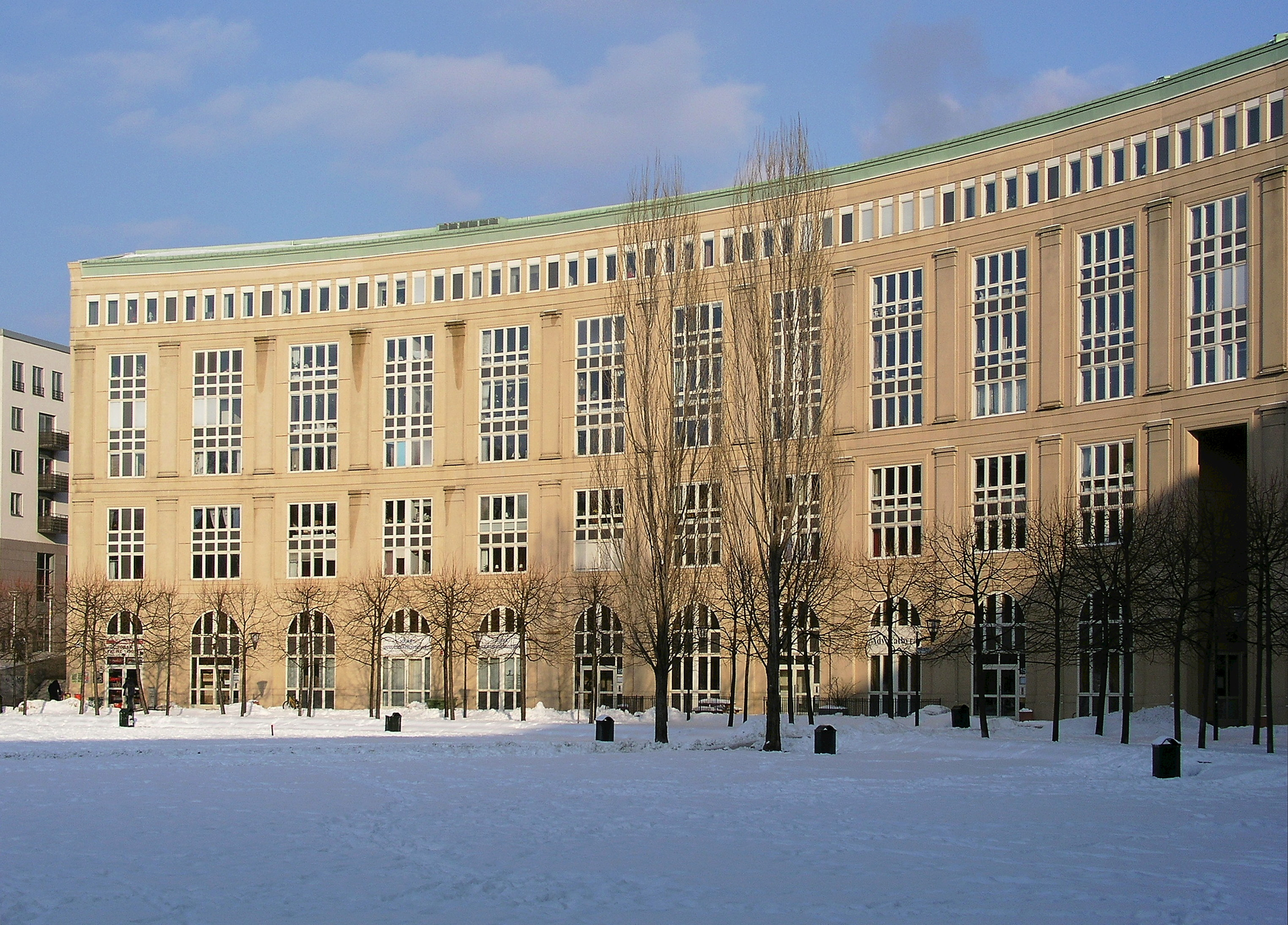
Bofills båge
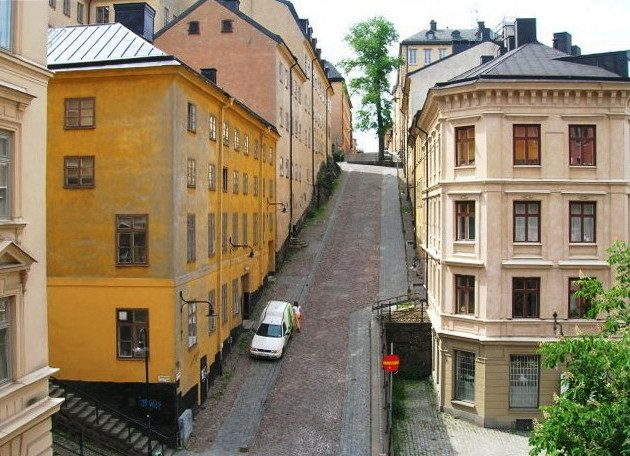
Brännkyrkagatan'
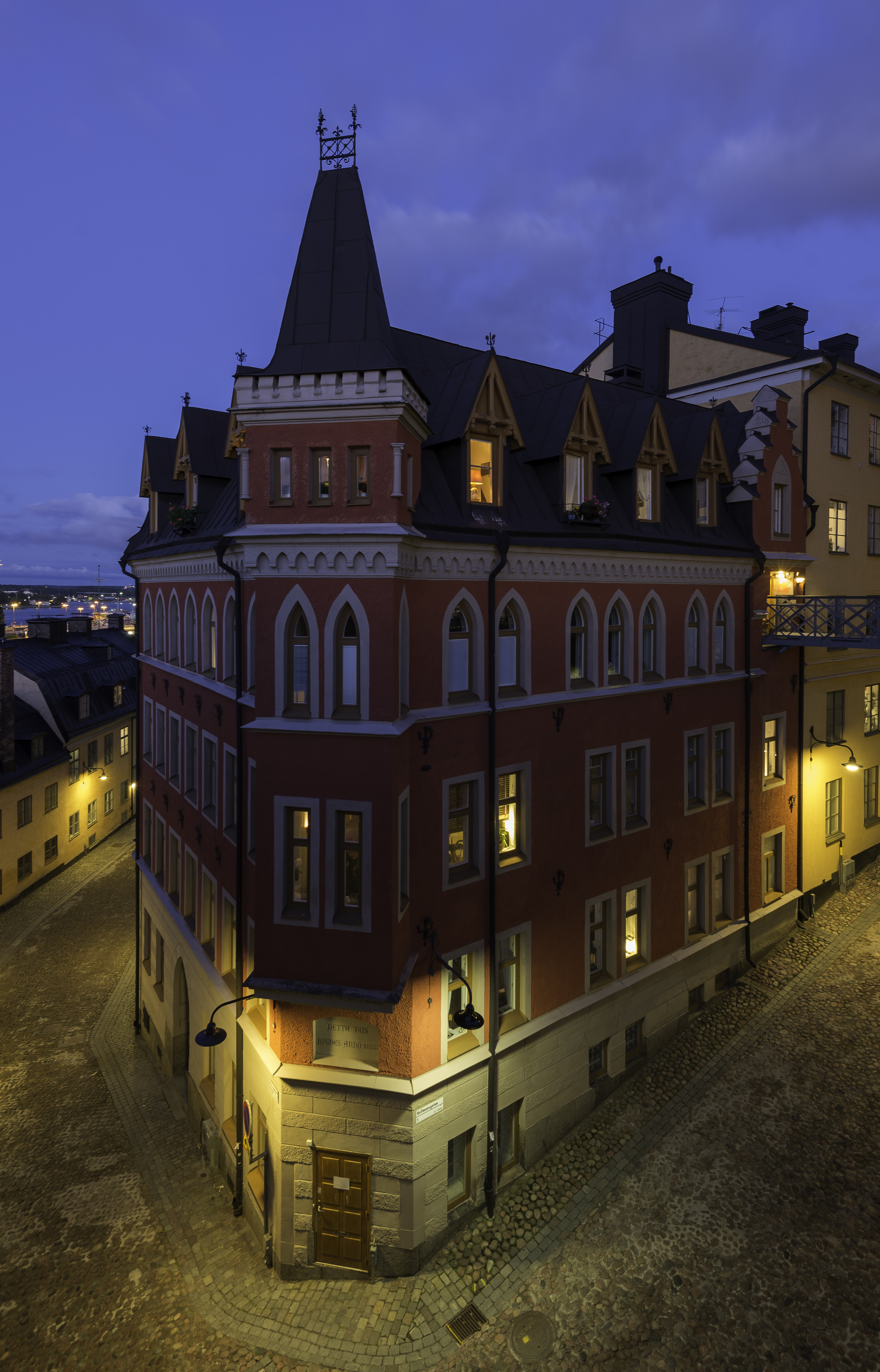
Immeuble d'habitation[1].